# Ай Карли
iCarly (на български: „Ай-Карли“) е американски комедиен сериал. Направен е по идея на Дан Шнайдер (създател и на „Викторично“) Сериалът е продуциран от компанията Nickelodeon. Сериалът дебютира на 8 септември 2007 г. и свършва на 23 ноември 2012 г.
През декември 2020 г. рийбутът е поръчан от Paramount+ със завръщането на Косгроув, Крес и Трейнър. Премиерата му е на 17 юни 2021 г.

## Сюжет
Карли е симпатична тийнейджърка, автор и водещ на домашно интернет шоу – „ICarly“ (Ай Карли). Тя живее с по-големия си брат и настойник Спенсър, който същевременно продуцира шоуто от импровизираното си таванско студио. Заета да търси решение на проблемите на собственото си юношество, Карли никога не е имала амбиции да стане известна. Всичко започва съвсем случайно, когато инцидентно е избрана да ръководи училищното шоу за таланти. Тя и нахаканата и́ най-добра приятелка Сам превръщат прослушването на кандидатите в истинско шоу, което приятелят им Фреди записва и качва в интернет, без да им каже. Интересът пред компютрите нараства лавинообразно, зрителите искат още и още. Заедно със Сам, Карли успява да превърне започнатото от Фреди в домашно интернет шоу, в което има от всичко за всеки – комедийни скечове, конкурси за таланти, интервюта, готварски рецепти, полезни съвети, лични драми.

## Герои
- Миранда Косгроув – в ролята на Карли, 16-годишно момиче, което прави шоу с най-добрите си приятели под името „Ай Карли“.
- Джанет Маккърди – в ролята на Сам. Тя е най-добрата приятелка на Карли.
- Нейтън Крес – в ролята на Фреди съсед на Карли, харесва Карли от както се познават, продуцентът на „Ай Карли“.
- Джери Трейнър – Спенсър, брат на Карли. Когато родителите на Карли са командировани отвъд Океана, Карли отива да живее при по-големия си брат Спенсър. Той е ексцентричен и целеустремен художник, който е превърнал таванското помещение, в което живее едновременно в ателие и в галерия за изчанчените си скулптури.

## В България
В България сериалът започва излъчване на 12 юни 2010 г. по TV7, и по Super7 на 26 октомври до 8 ноември 2010 г. Ролите се озвучават от Мина Костова, Поля Цветкова, Живко Джуранов, Светломир Радев и Живка Донева.
През 2013 г. се излъчва отново, този път по локалната версия на Nickelodeon с нахсинхронен дублаж, записан в студио „Александра Аудио“. Ролите се озвучават от Живко Джуранов, Поля Цветкова-Георгиу, Даринка Митова, Сава Пиперов, Кирил Ивайлов, Николай Пърлев, Стефан Стефанов, Анатолий Божинов, Владимир Зомбори, Здравко Димитров, Георги Стоянов и други.
В края на 2022 г. се излъчва в стрийминг платформата SkyShowtime.